# Chiesa dell'Immacolata Concezione (Ithaca)
La chiesa dell'Immacolata Concezione è una chiesa cattolica situata a Ithaca nello Stato di New York.

## Storia
La chiesa venne eretta laddove sorgeva una precedente chiesa cattolica, anch'essa dedicata all'Immacolata Concezione della Beata Vergine Maria e realizzata nel 1863. Il vescovo Bernard J. McQuaid posò la prima pietra dell'attuale chiesa il 20 settembre del 1896; due anni più tardi, l'11 settembre del 1898, la chiesa venne consacrata.
I nomi dei progettisti sono sconosciuti.

## Descrizione

### Interni
La chiesa presenta una struttura a tre navate, separate da degli archi sorretti da colonne corinzie.

### Esterni
Gli esterni della chiesa presentano uno stile neogotico che tuttavia non manca di alcuni richiami al neoromanico, quali l'impiego nelle facciate di grandi e grezzi blocchi di pietra. La facciata principale è caratterizzata dalla presenza di un'alta torre campanaria.